# قائمة البعثات الدبلوماسية في غيانا

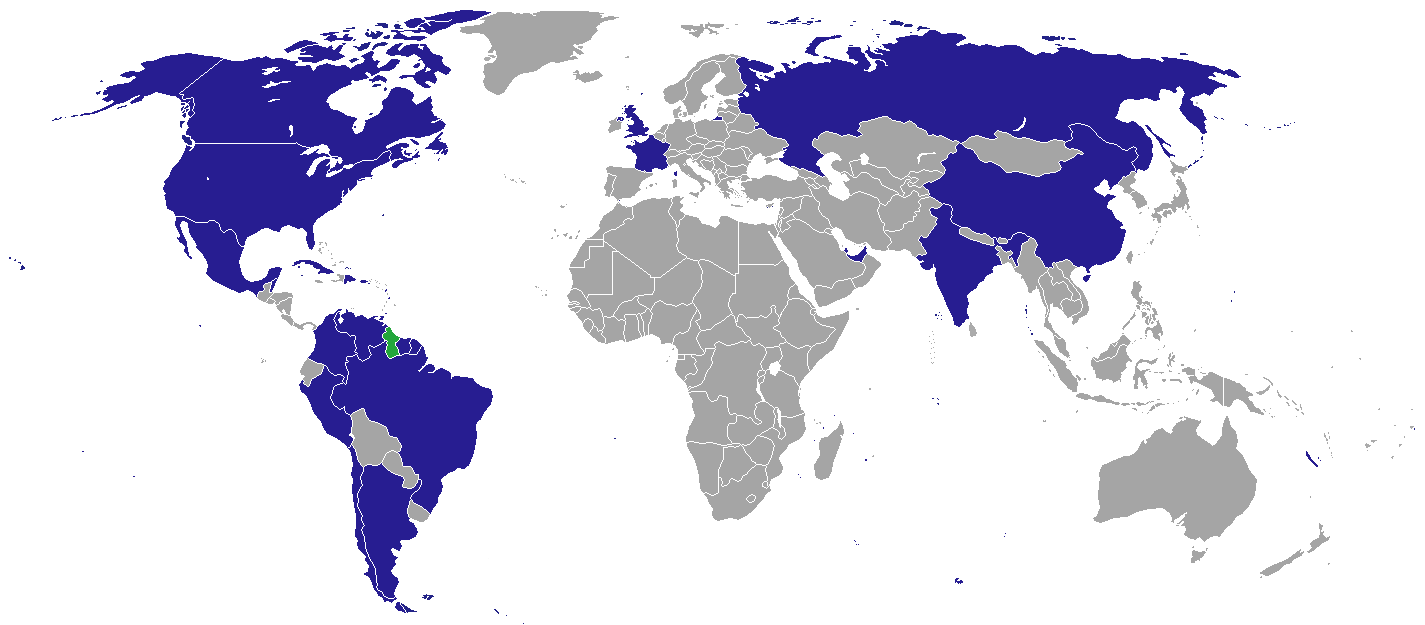
البلدان التي لها بعثات دبلوماسية في غيانا

هذه قائمة "" البعثات الدبلوماسية في غيانا "". يوجد حاليا 13 سفارة في جورج تاون. العديد من البلدان الأخرى لديها سفراء معتمدين في غيانا. هذه القائمة تستثني القنصليات الفخرية.

## السفارات / المفوضيات العليا فيجورج تاون
الإدخالات التي تحمل علامة النجمة (*) هي دول أعضاء في دول الكومنولث. على هذا النحو ، فإن سفاراتهم تسمى رسميًا مندوب سامي.

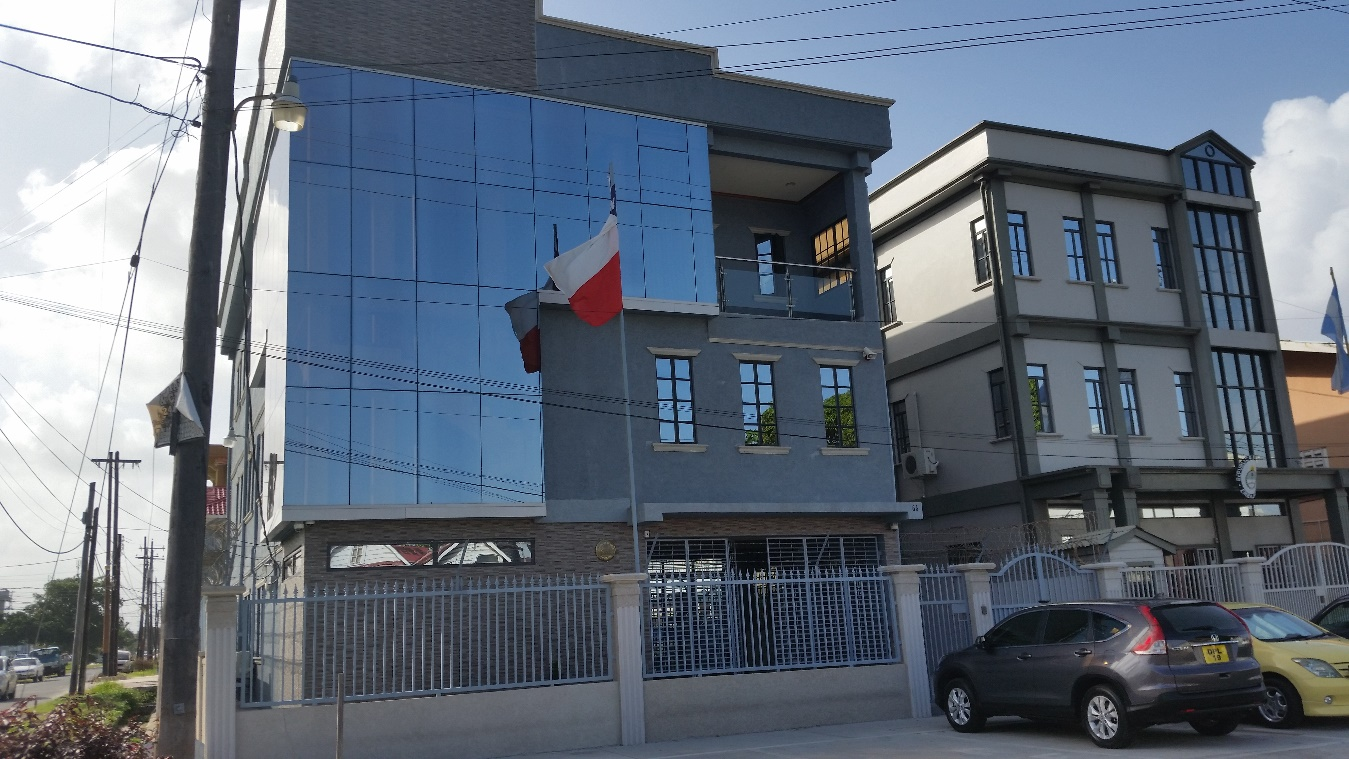
سفارات الأرجنتين وشيلي في جورج تاون

- الأرجنتين
- البرازيل
- كندا *

- تشيلي
- الصين
- كوبا
- الهند *
- المكسيك
- روسيا
- سورينام
- المملكة المتحدة *
- الولايات المتحدة
- فنزويلا

## وظائف أخرى في جورج تاون
- الاتحاد الأوروبي (الوفد الإقليمي)

## السفارات غير المقيمة

### مقيم فيبرازيليا،البرازيل
- أذربيجان
- بوليفيا
- بوتسوانا
- بلغاريا
- قبرص
- التشيك
- الدنمارك
- مصر
- جورجيا
- غانا
- غينيا
- المجر
- ساحل العاج
- الأردن
- الكويت
- المغرب
- ماليزيا
- النرويج
- الفلبين
- قطر
- رومانيا
- السعودية
- صربيا
- سلوفاكيا
- سوريا
- تايلاند
- تنزانيا
- أوكرانيا
- الإمارات العربية المتحدة
- فيتنام
- زامبيا

### مقيم فيكاراكاس،فنزويلا
- الجزائر
- بلجيكا
- جمهورية الدومينيكان
- فنلندا
- اليونان
- إيران
- إيطاليا
- نيكاراغوا
- فلسطين
- باراغواي
- بيرو
- بولندا
- البرتغال
- كوريا الجنوبية
- سويسرا

### مقيم فيهافانا،كوبا
- كينيا
- لاوس
- كوريا الشمالية
- زيمبابوي

### مقيم فينيويورك،الولايات المتحدة[ا]
- بنغلاديش
- أيرلندا
- أيسلندا
- جزر المالديف
- فرسان مالطا
- ناميبيا
- ناورو
- سوازيلاند
- توفالو

### مقيم فيبورت أوف سبين،ترينيداد وتوباغو
- أستراليا
- كولومبيا
- السلفادور
- ألمانيا
- غواتيمالا
- الكرسي الرسولي
- جامايكا
- اليابان
- نيجيريا
- بنما
- جنوب أفريقيا
- أسبانيا
- تركيا

### مقيم في مكان آخر
- النمسا (بوغوتا)
- الباهاماس (ناساو)
- باربادوس (أبرشية سانت مايكل (باربادوس))
- جمهورية إفريقيا الوسطى (واشنطن العاصمة)
- فرنسا (باراماريبو)
- هايتي (كينغستون)
- إندونيسيا (باراماريبو)
- إسرائيل (القدس)
- موريشيوس (واشنطن العاصمة)
- هولندا (باراماريبو)
- نيوزيلندا (بريدجتاون)
- باكستان (أوتاوا)
- سيراليون (واشنطن العاصمة)
- سانت لوسيا (كاستريس)
- السويد (ستوكهولم)
- أوروجواي (بوغوتا)

## السفارات السابقة
- كوريا الشمالية